# Uch Boghaz
Uch Boghaz (persiska: آغجِه بوغاز, Āghjeh Būghāz, آغجِه بُوغاز, وچ بُغاز, Ūj Boghāz, آغچِه بوغاز, وج بُغاز, عوج بقز) är en ort i Iran. Den ligger i provinsen Chahar Mahal och Bakhtiari, i den centrala delen av landet, 400 km söder om huvudstaden Teheran. Uch Boghaz ligger 2 413 meter över havet och antalet invånare är 106.
Terrängen runt Uch Boghaz är huvudsakligen kuperad. Uch Boghaz ligger nere i en dal. Runt Uch Boghaz är det ganska glesbefolkat, med 42 invånare per kvadratkilometer. Närmaste större samhälle är Bābā Ḩeydar, 13,6 km söder om Uch Boghaz. Trakten runt Uch Boghaz består i huvudsak av gräsmarker.